# Ogrze, ogrze
Ogrze, ogrze (tyt. oryg. Ogre, ogre) – piąty tom cyklu Xanth amerykańskiego pisarza Piersa Anthony’ego. Po raz pierwszy ukazał się w 1982 roku, w Polsce przetłumaczony przez Nelę Szurek i wydany przez Dom Wydawniczy „Rebis” w 1992 roku.